# Pont-de-Vivaux
Pour les articles homonymes, voir Pont (toponyme).
Pont-de-Vivaux est un quartier du 10e arrondissement de Marseille. Autrefois banlieue de la ville, le quartier est constitué d'une zone d'habitation concentrant majoritairement des résidences pavillonnaires et d'un secteur marchand où  l'on peut trouver une pharmacie, un libraire, un bar-tabac, un bureau de poste, un magasin discount, zone qui constitue le cœur de Pont-de-Vivaux. Il abrite un hippodrome. L'implantation d'un centre commercial, dont Castorama, a apporté un nouveau regain économique au quartier.

## Origine et Histoire
(16 mars 2025).
- Si vous ne connaissez pas le sujet, laissez ce bandeau (vous pouvez alors contacter les auteurs).
- Si vous supprimez le contenu mis en cause (vous pouvez préalablement contacter les auteurs),

argumentez précisément cette suppression dans la page de discussion
(un manque de référence n'est pas un argument ; une recherche réelle de référence doit avoir été effectuée, être formellement documentée).
Ce hameau est situé entre la Capelette et Saint-Loup, à l’endroit où la route nationale 8 franchit l'Huveaune à l’aide d’un pont ; mais pour ne pas prendre la rivière en écharpe, la route décrit une double courbe et trouve ainsi le pont établi perpendiculairement aux deux rives. La première partie de l’appellation du hameau n’est donc pas à discuter, il y a un pont et le hameau a pris le nom de ce pont. Au XIe siècle, c’est-à-dire au moment où l’humanité commença à reprendre goût à l’existence[réf. nécessaire], le quartier portait le nom de l’un de ses propriétaires. Il y avait une vigne appelée de Sorbier : vinea nominata Sorbairosa, et le mot n’était pas tombé encore en désuétude, trois cents ans après. En 1178, un Guillaume Vivaud signa, en qualité de Consul, un acte par lequel il était accordé quelques privilèges aux chevaliers de Saint-Jean de Jérusalem. En 1213, un autre Guillaume Vivaud, sinon le même, figure parmi les magistrats qui achetèrent à Roucelin, ce qui lui restait de ses droits, seigneuriaux. En 1226, Syndic de la commune, il passa en cette qualité un traité entre la ville de Marseille et le roi d’Aragon. En 1232, Hugues Vivaud était syndic de la commune. Il était fils de Raymond Vivaud, dont le nom figure dans un acte du 26 septembre 1233.
Le 4 avril 1329, une délibération du conseil municipal, ne laisse pas de doute à cet égard. On y lit qu’un marseillais demanda et obtint la permission de construire un pont à l’endroit qui se nommait déjà Pas des Vivauds : pons factus ad passum Ybeline Vivaldorum vulgariter Pas derls Vivaulz. Dans la même ligne on voit le même nom écrit de deux manières différentes et qui répondent exactement aux termes de Vivaud et de Vivaux. M.Augustin Fabre incline à croire que c’est de l’illustre famille des Vivaud que vient le nom de la place Vivaux : nous estimons qu’il en est de même pour le pont de Vivaux. Le 22 mars 1362, un acte notarié désigne l’endroit par le terme de los Vivals sive Sorbiras. Nous ne saurions dire si jadis, c’est-à-dire avant, pendant ou immédiatement après l’occupation romaine, il y avait un pont sur ce point. Nous savons seulement que, antérieurement au XVIe siècle, on franchissait l’Huveaune à gué. En 1453, Boniface Vivaud est juge-mage. En 1475, Antoine Vivaud, notaire royal. Gabriel Vivaud fut consul, en 1478, 1491, 1499 et 1519. En 1489, Jean Vivaud fut consul. En 1524, Gabriel Vivaud se distingua dans la défense de Marseille assiégée par le connétable de Bourbon. Il partagea avec Jean de Caux le commandement de l’artillerie de la milice bourgeoise, composée de vingt pièces de canon. L’année suivante, il fut l’un des douze membres du Comité militaire. En 1559, Vivaud de Boniface était premier consul. Quelques membres de la famille exercèrent à Naples les fonctions de consuls de Marseille. Trois femmes furent abbesses du monastère de Saint-sauveur et une quatrième devint, en 1364, abbesse de celui de Saint-Pons. En 1536, le corps d’armée du marquis de Guast rejoignit l’Empereur Charles Quint pour combattre le roi de France François Ier, et faisait la jonction sur l’Huveaune jusqu’au Pont de Vivaux où se voyait alors le vieux manoir d’église, la terre du Bon Dieu, solitude aimée. Le pont de Vivaux est une terre à moi disait-il, oasis très fraîche que baigne l’Huveaune au milieu même de la sécheresse de Provence. Après 1559, il n’est plus question de Vivaud.
Longtemps encore, le moulin à farine qui appartenait déjà à Jean et à Hugon Vivaud, en 1259, porta le nom de la famille ; mais simultanément il était connu par le nom des propriétaires antérieurs, ce qui prouve bien que les termes servant à désigner des localités traversent les siècles et les révolutions sans être modifiés d’une manière absolue. En 1173, ce moulin s’appelait Molindinum Petri Guifre ; en 1696, il se nommait moulin de Boniface (Vivaud) ou de griffeus. Le Griffe avait été substitué, au commencement du XIVe siècle, au Guiffre. On n’était pas aussi difficile alors que de nos jours pour une transposition de lettre.Le hameau se compose d’une trentaine de maisons placées des deux côtés de la route. A proximité, se trouvent des moulins à farine, une fabrique de produits à farine, une fabrique de produits chimiques, etc. On y voit en outre plusieurs établissements d’horticulture en pleine prospérité.
Au cours des 18ième et 19ième siècles des bastides furent édifiées par  des membres de la noblesse telles (le château Ruffo de Bonneval -Les Andrés vendue ensuite au baron Ruef d'Hauzendorf puis au chanteur Jean Lumière,) la bastide de Foresta ...
Pont-de-Vivaux se situe entre les quartiers de la Capelette , Saint-Loup, de Sainte-Marguerite et de Saint-Tronc. Il est traversé par l’Huveaune d’est en ouest.
Le quartier est principalement desservi par les lignes de bus        de la Régie des transports métropolitains RTM, l’Autoroute A50 (France), L'Autoroute A507 (France) ou Rocade L2 et le boulevard Urbain Sud en périphérie.

## Monuments et bâtiments remarquables
- Église Saint-Maurice. Dessinée par Auguste Vivès dans la tradition de Le Corbusier, c'est une des rares églises modernes de la ville. Désacralisée, elle est mise en vente. La ville de Marseille souhaite qu'elle soit protégée dans le cadre du prochain PLU[1].
- Hippodrome de Pont-de-Vivaux
- Lycée Professionnel régional Ampère
- Centre régional d'information et de coordination routière (CRICR)

## Activités
Pont-de-Vivaux est un ancien quartier ouvrier et industriel de la vallée de l'Huveaune.
Il a compté diverses industries dont ne restent que les noms (traverse de la Verrerie, impasse Bonnaud.) et d’autres tel que les moteurs Baudouin ou la société des blancs de zinc de la méditerranée, aujourd'hui remplacées par des plateformes de services divers (automobiles, magasin de bricolage).

## Commerces
Auchan, Castorama, Casa Gusto, Toyota, Nico Coquillages, Optic 2000

## Sports et loisirs
L’ASC Vivaux-Sauvagère est le club de football de Pont-de-Vivaux et un des clubs amateurs les plus titrés de Marseille. Il a été fondé le 1er Août 2011     (couleur noir et jaune). Il a succédé au Vivaux Marroniers créé en 1966 et dissous en 2012 (couleur vert et blanc). Plus qu'un club, une institution dans le quartier, le club de l'ASC Vivaux sauvagère a dans ses locaux du « club-house », un petit bijou du foot à visiter, un musée avec des maillots, écharpes, fanions de tous pays, photos, coupures de journaux, dédicaces de ballons de grands noms de joueurs et d'artistes Marseillais comme Kendji qui tourna une partie de son clip avec Soprano "No Me Mirès Màs" dans le stade Hubert Moruzzo.
Complexe Sportif Ledeuc, Garden Club Gym, GS La Sauvagère, Hippodrome de Pont-de-Vivaux, Parc de la capelette, Phoenix Attitude Danse